# Miocidaris
Miocidaris is een geslacht van uitgestorven zee-egels, en het typegeslacht van de familie Miocidaridae.

## Soorten
- Miocidaris ampla (Desor, 1858) †
- Miocidaris barzaviae Jekelius, 1932 †
- Miocidaris connorsi Kier, 1965 †
- Miocidaris curmaturi Jekelius, 1932 †
- Miocidaris dubari Lambert, 1931 †
- Miocidaris pakistanensis Linck, 1955 †
- Miocidaris permica Wanner, 1941 †
- Miocidaris platyacantha Nisiyama, 1966 †
- Miocidaris spinulifera Nisiyama, 1966 †
- Miocidaris tenuispina Mortensen, 1934 †
- Miocidaris timorensis Bather, 1929 †
- Miocidaris turneri Lörcher, 1930 †